# Tankofermentor

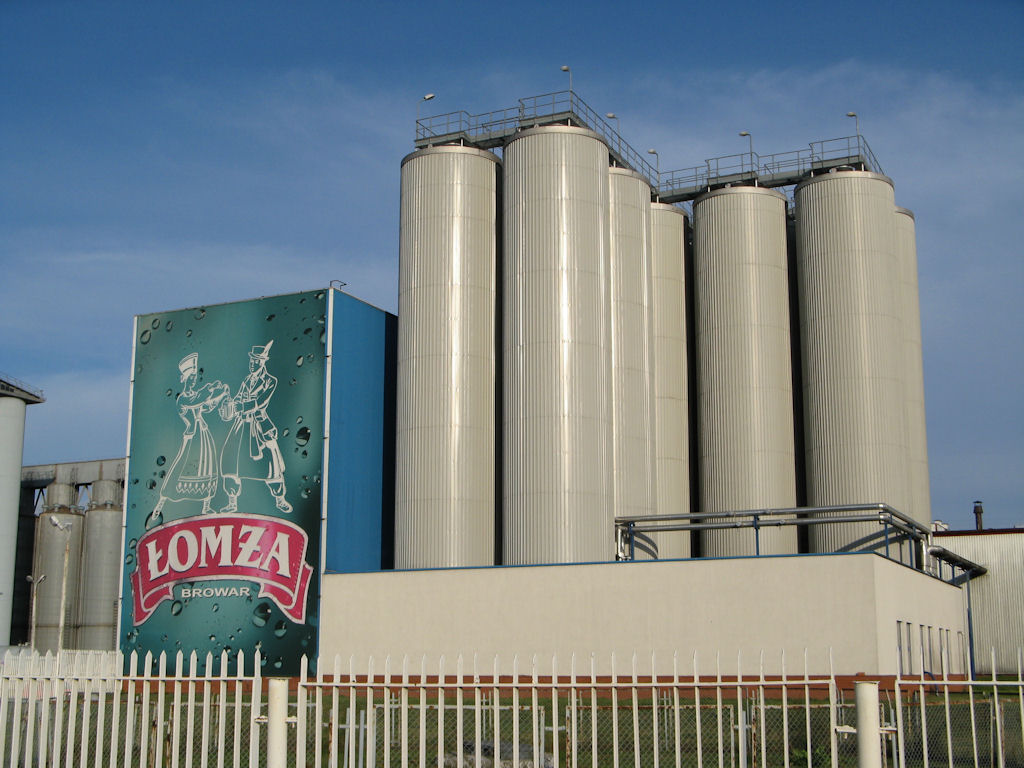
Tankofermentory browaru Łomża

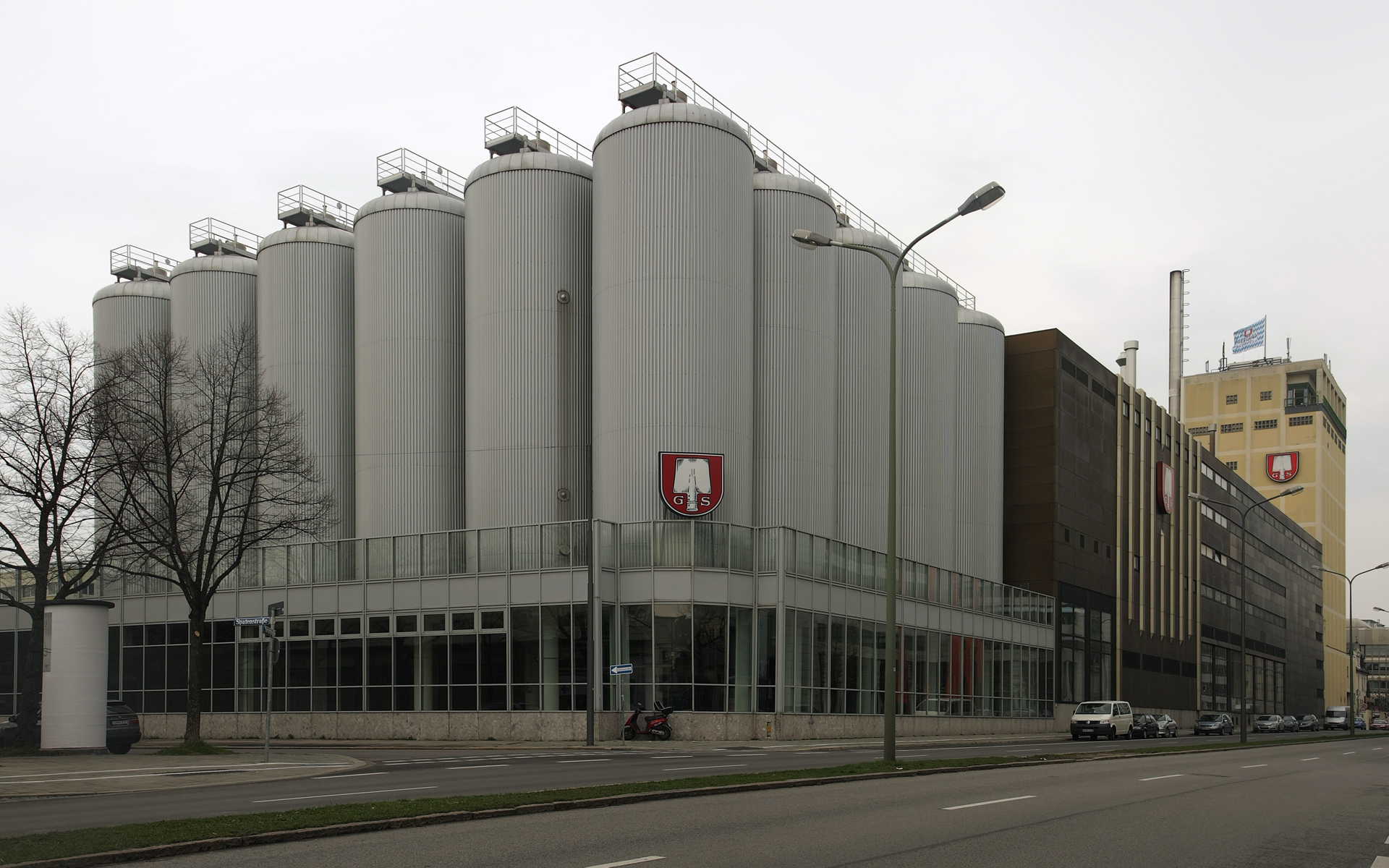
Tankofermentory browaru Spaten-Franziskaner-Bräu w Niemczech

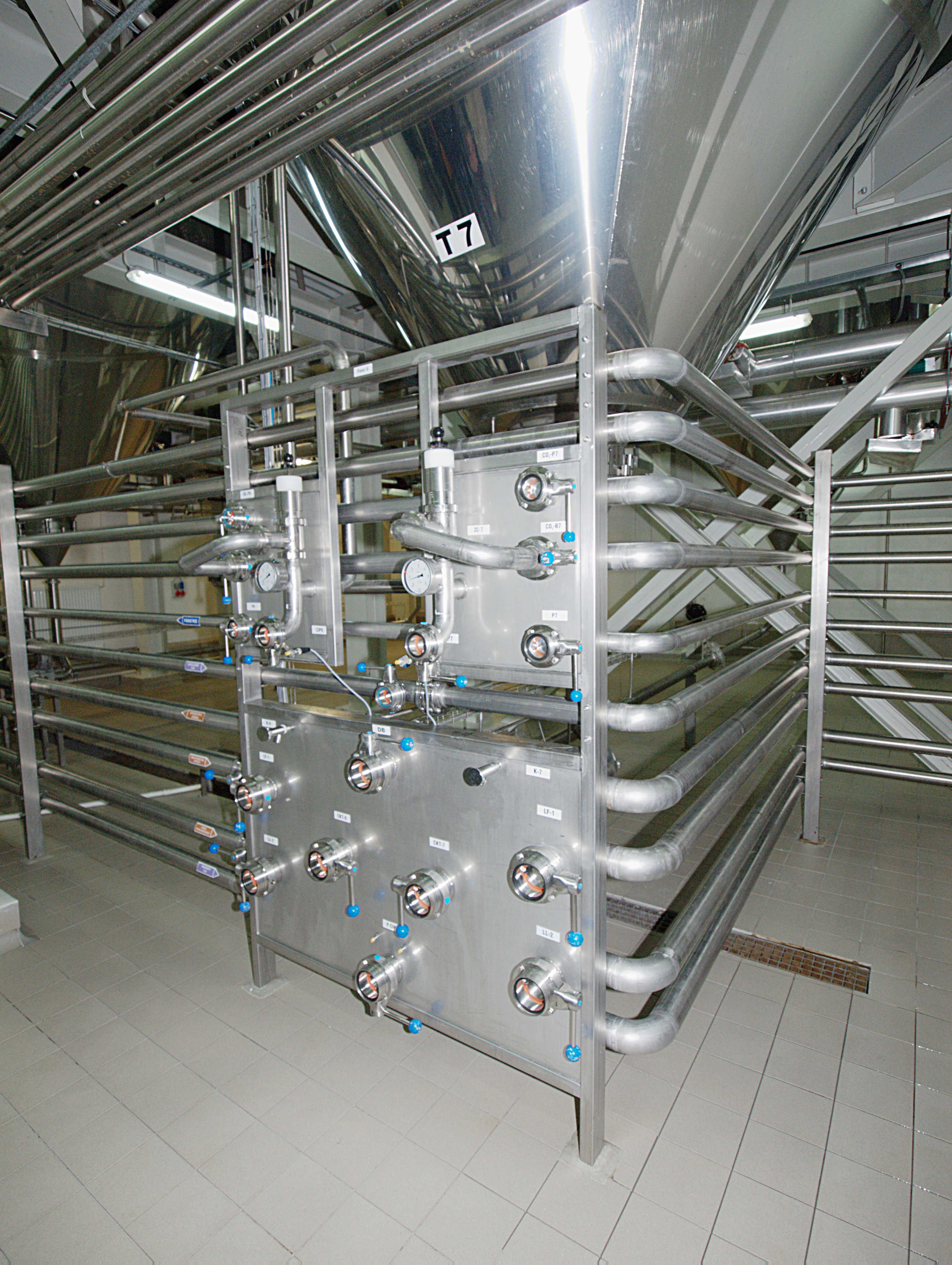
Dolna część tankofermentora (Browary Górnośląskie w Zabrzu).

Tankofermentor – pionowy zbiornik cylindryczno-stożkowy zwany również unitankiem służący do przeprowadzenia fermentacji i kondycjonowania (leżakowania) piwa. Tankofermentory przemysłowe posiadają pojemność ponad 2000 hl. Ze względu na ich wszechstronność, funkcjonalność, zalety techniczne i możliwość produkcji dużych ilości piwa w ekonomiczny sposób zastąpiły one w wielu browarach tradycyjne kadzie fermentacyjne i tanki leżakowe, gdyż można w nich przeprowadzać zarówno proces fermentacji jak i leżakowania piwa, który został skrócony z kilku tygodni lub miesięcy do kilkunastu dni.

## Budowa
Tankofermentory posiadają kształt stożka odwróconego podstawą do góry. Kształt ten umożliwia zbieranie się drożdży w dolnej, stożkowej części tanku. Dzięki temu drożdże można łatwo usunąć, opróżnić tank z piwa i oczyścić. Powierzchnia wewnętrzna tankofermentorów wykonana jest z niezwykle gładkiej stali nierdzewnej. Tanki cylindryczno-stożkowe mogą być budowane w dowolnych wymiarach, jednakże ze względu na optymalne warunki fermentacji i ciśnienie wywierane na drożdże wysokość słupa brzeczki w tanku nie powinna przekraczać 15 m. Nie mniej istotny jest stosunek średnicy tanku do wysokości słupa brzeczki, gdyż ma to wpływ na równomierne mieszanie cieczy. Optymalny stosunek wysokości do średnicy waha się od 1:1 do 1:5 czyli średnicy wynosi ok. 3,5 – 4,5 m. Ze względu na duże wymiary tankofermentory stawiane są często na zewnątrz budynków z zastosowaniem izolacji termicznej. Tankofermentory wyposażone są w zawory elektromagnetyczne, automatyczne sterowanie temperatury, zawory bezpieczeństwa na pod- i nadciśnienie, aparaturę czyszcząco-odgazowującą, czujniki poziomu cieczy, głowicę myjącą, pompę, wziernik, instalację do odzysku dwutlenku węgla, płaszczowe chłodzenie.

## Napełnianie tankofermentorów
Przy napełnianiu tanków pozostawia się zawsze wolną przestrzeń na pianę tworzoną przez wydzielający się podczas fermentacji dwutlenek węgla. W przypadku piw pszenicznych ze względu na silne pienienie się pozostawia się 50% wolnej objętości tanku. Przy produkcji innych piw wolna objętość zajmuje ok. 25%.